# Fort Ticonderoga

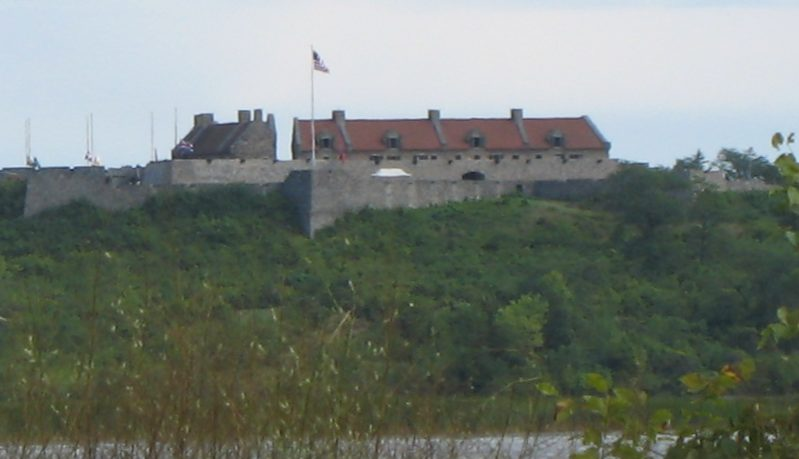
Fort od strony jeziora Champlain

Fort Ticonderoga – XVIII-wieczny fort zbudowany na ważnych strategicznie przewężeniach jeziora Champlain w miejscu, w którym krótka grobla pozwala przedostać się na północny koniec jeziora George. Jest położony w hrabstwie Essex, około 150 km (95 mil) na północ od Albany (w momencie budowy była to Prowincja Nowy Jork). Fort kontrolował obie uczęszczane trasy pomiędzy leżącą wówczas w brytyjskiej części Ameryki doliną rzeki Hudson i leżącą we francuskiej Kanadzie doliną rzeki Świętego Wawrzyńca.
Nazwa „Ticonderoga” pochodzi od irokeskiego słowa tekontaró:ken znaczącego „leżący na skrzyżowaniu dwóch szlaków wodnych”.
Fort Ticonderoga był miejscem aż czterech bitew na przestrzeni 20 lat swojej historii.

## Budowa fortu

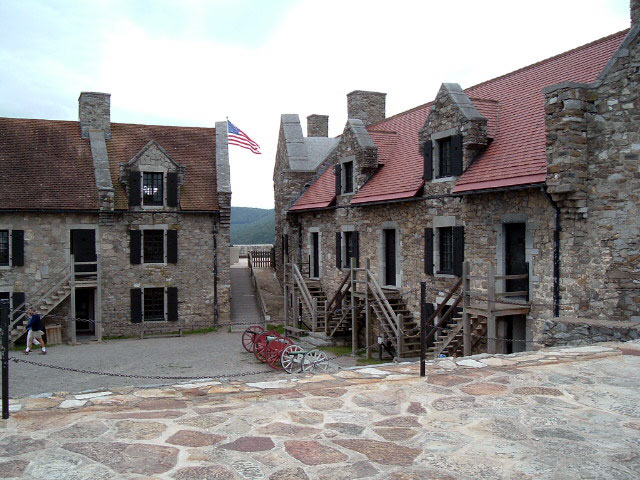
Odtworzony fort, obecnie muzeum.

W 1755, Francuzi rozpoczęli budowę fortu Carillon. Nazwa pochodziła od szumu pobliskiego wodospadu, przypominającego dźwięk instrumentu muzycznego carillon. Budowa trwała na przełomie 1756 i 1757. Początkowo umocnienia fortu były przystosowane do odpierania ataków piechoty. Jego celem była kontrola południowego krańca jeziora Champlain i ochrona przed zajęciem go przez Brytyjczyków.

## Ticonderoga w czasie wojny siedmioletniej

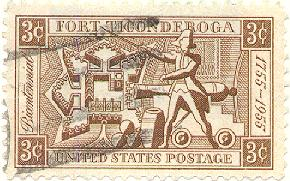
Amerykański znaczek pocztowy z 1955 ukazujący Ethana Allena i fort Ticonderoga.

W 1757 roku z jeszcze nie ukończonego Fortu Carillon ruszył zwycięski atak na Fort William Henry.
W forcie stacjonował Regiment de la Reine.
8 lipca 1758 roku Brytyjczycy pod dowództwem Jamesa Abercrombie przeprowadzili frontalny atak na pracujących poza głównym murem fortu Francuzów. Oddział brytyjski próbował wykorzystać fakt, że wokół fortu wciąż trwały prace budowlane. Potyczka ta zwana jest bitwą pod Carillon. Abercrombie próbował obyć się bez artylerii polowej i wykorzystać szybkość i zaskoczenie jakim dysponował wraz z 16 tysiącami żołnierzy. Czterotysięczna załoga fortu odparła jednak atak. Bitwa ta dała fortowi sławę niezdobytego, chociaż tak naprawdę bitwa stoczona została poza jego obwarowaniami. Wyjątkowo duże straty poniósł szkocki 42 Regiment Górski (Black Watch), co dało początek legendzie o majorze Duncanie Campbellu.
Zła reputacja jaką mieli okoliczni Indianie, o których wiadomo było także, że są sprzymierzeńcami Francuzów, spowodowała, że Brytyjczycy wycofali się spod Fortu Carillon w popłochu porzucając dużą część ekwipunku. Francuskie patrole znajdowały, buty utopione w błocie a nawet rannych porzuconych na noszach. W rzeczywistości po stronie wojsk francuskich brał udział jedynie niewielki oddział Indian gdyż większość z nich została wysłana przez gubernatora Pierre’a-François de Rigaud do Corlar. Ta zupełnie niepotrzebna misja, która tylko rozdzielała siły francuskie, dała generałowi Montcalmowi wystarczająco dużo powodów do narzekania na gubernatora, który swoim rozkazem zaprzepaścił szansę na całkowite rozbicie sił brytyjskich, którym udało się przegrupować nad Lake George.
W sierpniu następnego roku fort został zajęty przez Brytyjczyków dowodzonych przez Jeffery'ego Amhersta.

## Fort w czasie Rewolucji Amerykańskiej
10 maja 1775 śpiący brytyjski garnizon, składający się z 22 żołnierzy, został zaskoczony przez niewielką grupę milicji z Vermont, którzy sami siebie zwali Green Mountain Boys (Chłopcami z Zielonych Wzgórz). Prowadzili ich Ethan Allen i Benedict Arnold. Koloniści weszli do fortu przez niezamkniętą bramę.
Allen twierdził później, że zażądał od brytyjskiego dowódcy by poddał placówkę „W imię Boga i Kongresu Kontynentalnego” (ang. In the name of the Great Jehovah and the Continental Congress!); według źródeł żądanie poddania przedstawił jednemu z młodszych oficerów, a nie dowódcy; żaden ze świadków nie potwierdził, że Allen użył takich słów. Zajęcie fortu odbyło się bez jednego wystrzału, a koloniści zdobyli kilka dział oraz proch. Większość z tej broni została odtransportowana w czasie zimy 1775-76 przez Henry’ego Knoxa do odległego o 300 kilometrów Bostonu by wspomóc oblężenie Bostonu.
W 1776 siły brytyjskie pod dowództwem generała Guya Carletona wyruszyły z Kanady i poruszały się w dół jeziora Champlain. Skleconej naprędce amerykańskiej flocie rzecznej składającej się głównie ze zdezelowanych łodzi udało się powstrzymać zanim nadeszła zima (Zobacz: Bitwa koło wyspy Valcour). Przerwana zimą kampania brytyjska została dokończona następnego roku, tym razem pod dowództwem generała Johna Burgoyne'a.

### Rola fortu w czasie kampanii Saratoga

#### Raport Kościuszki
8 maja 1777 do fortu wyruszył z Albany Tadeusz Kościuszko. Przybył na miejsce z rozkazami generała majora Horatio Gatesa, które dotyczyły dokładnego zapoznania się ze stanem ufortyfikowania Ticonderogi i okolicznych placówek amerykańskich oraz opracowania projektu ich wzmocnienia. Miał również sprawdzić możliwości rozbudowy Fortu Independence oraz przystosowania wzgórza Sugar Loaf do ufortyfikowania i obsadzenia działami dużego kalibru. Do fortu przybył 12 lub 13 maja, komendantem w tym czasie był w zastępstwie generała Arthura St. Claira generał John Paterson. Już trzy dni po przybyciu Kościuszko sporządził raport na temat fortyfikacji fortu. Podkreślał w nim przede wszystkim konieczność silnego ufortyfikowania i obsadzenia Sugar Loaf (nazywanego również Mount Defiance). Odpowiedzialny za fortyfikację Ticonderogi pułkownik Jeduthan Baldwin nie podzielił tej opinii i Kościuszko, który był tylko pomocnikiem i doradcą Gatesa, nie naciskał na  realizację swoich planów. 23 maja Kościuszko wyruszył do Albany by osobiście przedstawić generałowi Gatesowi swoje plany. Uzyskał pełne poparcie oraz zapewnienie wysłania rozkazu rozpoczęcia prac. Jednak na skutek rozgrywek politycznych generała Schuylera, Gates został odwołany ze swojego stanowiska.
Kościuszko nie podlegający już Gatesowi musiał kontynuować prace Baldwina. St. Clair zdawał sobie sprawę z zasadności uwag Kościuszki dotyczących wzgórza Sugar Loaf jednak bez wyraźnego rozkazu od generała Schuylera nie podejmował żadnych nowych działań fortyfikacyjnych. Generał Schuyler przeprowadził 19 czerwca inspekcję rejonu Ticonderogi i odrzucił wnioski Kościuszki. Nakazał jedynie ufortyfikowanie Mount Independence.

#### Zajęcie fortu przez Brytyjczyków
Idące z Kanady na południe siły brytyjskie dowodzone przez Johna Burgoyne'a zmusiły fortyfikujących się Amerykanów do powrotu do fortu. Następnie na niebronionym Mount Defiance (zwanym także Sugar Loaf - Głowa Cukru), górującym nad fortem, Brytyjczycy ustawili działo.
"Gdzie może wejść kozica, może wejść człowiek, a tam gdzie on wejdzie może ze sobą zabrać broń palną” (ang. „Where a goat can go, a man can go, where a man can go, he can drag a gun”) – powiedział generał major William Phillips, gdy jego ludzie wciągnęli działo na górę Defiance w 1777.
W obliczu grożącego ostrzału artyleryjskiego, Arthur St. Clair zarządził opuszczenie Ticonderoga 5 lipca 1777. Siły Burgoyne'a wkroczyły do fortu następnego dnia.
Koloniści wycofali się szybko wzdłuż jeziora do Fortu Independence w Vermont. Wkrótce porzucili również ten port i wycofali się na południe w okolicę Saratogi. Seth Warner, ówczesny przywódca pochodzących z Republiki Vermontu „Green Mountain Boys”, który rok wcześniej w czasie wycofywania się z Quebecu do Ticonderogi, wykazał się męstwem i zachował zimną krew udaremniając brytyjski pościg. Tylna straż dowodzona przez Warnera, Francisa i Titacomba wykazała się sprawnością podczas manewru wycofywania sił amerykańskich. Warner prawie pobiłby przeważające siły brytyjskie, ale musiał zmienić plany ze względu na zagrożenie oskrzydlenia przez oddziały hanowerskie wysłane przez Burgoyne'a. Walki te, nazywane są potyczką nad Hubbardton, umożliwiły odwrót generała majora St. Claira pod Saratogę z większością sił, które opuściły Ticonderoga. To z kolei umożliwiło późniejszy sukces pod Saratogą. Warner miał do dyspozycji tylko 2/3 stanu swoich oddziałów powstrzymując brytyjski pościg.

### Opuszczenie fortu
Po klęsce Burgoyne'a w bitwie pod Saratogą Fort Ticonderoga stał się zupełnie nieistotny strategicznie. Brytyjczycy opuścili Ticonderoga i Crown Piont w 1780.
Jego znacząca rola w historii amerykańskiej walki o niepodległość znalazła wyraz w wykorzystaniu nazwy jako imienia pięciu różnych okrętów US Navy oraz nazwania tak klasy krążowników.
Położone nad jeziorem George miasteczko również nosi nazwę po forcie, który od 1909 roku jest prywatną własnością a jego wygląd z lat świetności został odtworzony. Wykorzystywany jest obecnie jako atrakcja turystyczna. Sezon turystyczny jest otwierany 10 maja, w rocznicę zajęcia fortu przez oddziały Allena i Arnolda, a zamykany pod koniec października.